# Chiến dịch Vengeance
Chiến dịch Vengeance (tiếng Việt: Chiến dịch Báo thù) là một chiến dịch quân sự của Quân đội Hoa Kỳ ở Mặt trận Tây Nam Thái Bình Dương trong Chiến tranh Thế giới thứ hai. Chiến dịch được tiến hành vào ngày 18 tháng 4 năm 1943, với mục tiêu chính là tiêu diệt Đô đốc Yamamoto Isoroku của Hải quân Đế quốc Nhật Bản. Đô đốc Yamamoto đã tử trận sau khi chiếc Mitsubishi G4M "Betty" chở ông đã bị một nhóm máy bay tiêm kích của Không lực Lục quân Hoa Kỳ phục kích bắn hạ tại khu vực Đảo Bougainville.
Tình báo Hải quân Hoa Kỳ đã giải mã thành công các đoạn tin liên lạc của Hải quân Đế quốc Nhật Bản về lộ trình di chuyển của Đô đốc Yamamoto qua khu vực Quần đảo Solomon, và điều đó đã giúp người Mỹ có đủ thời gian để lên kế hoạch phục kích tiêu diệt đội bay chở vị đô đốc này. Cái chết của Yamamoto được cho là đã tạo một cú sốc lớn tới công chúng Nhật Bản nói chung và giới hải quân Nhật Bản nói riêng, đồng thời giúp nâng cao tinh thần của binh sĩ Đồng Minh và đặc biệt là các nhà lãnh đạo Hoa Kỳ, những người đã đổ lỗi cho Yamamoto về việc tiến hành cuộc không kích ở Trân Châu Cảng và khơi mào một cuộc chiến giữa Đế quốc Nhật Bản và Hoa Kỳ.
Các phi công Hoa Kỳ đã tuyên bố bắn hạ ba máy bay ném bom hai động cơ và hai máy bay tiêm kích của Nhật Bản trong trận chiến, nhưng hồ sơ của Nhật Bản chỉ ghi nhận hai máy bay ném bom bị bắn hạ. Danh tính của người phi công bắn hạ chiếc máy bay chở Đô đốc Yamamoto hiện vẫn còn gây nhiều tranh cãi, nhưng phần lớn các nhà sử học hiện đại đều ghi nhận là Trung úy Rex T. Barber.

## Bối cảnh

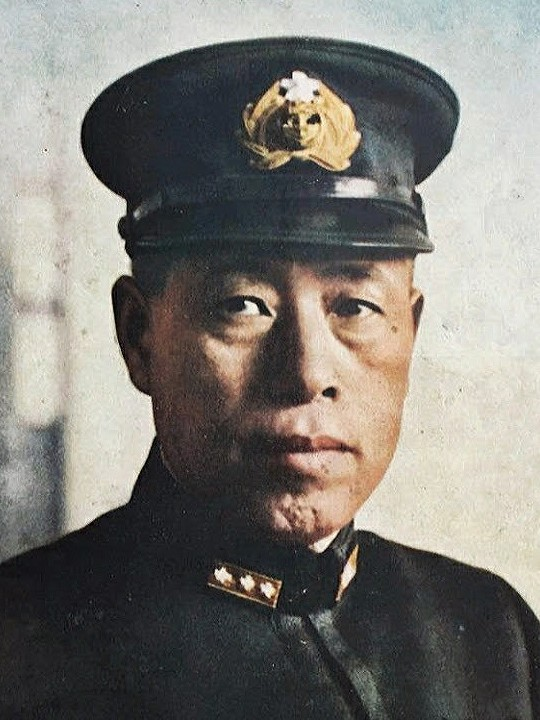
Đô đốc Yamamoto Isoroku, Chỉ huy trưởng Hạm đội Liên Hợp của Hải quân Đế quốc Nhật Bản

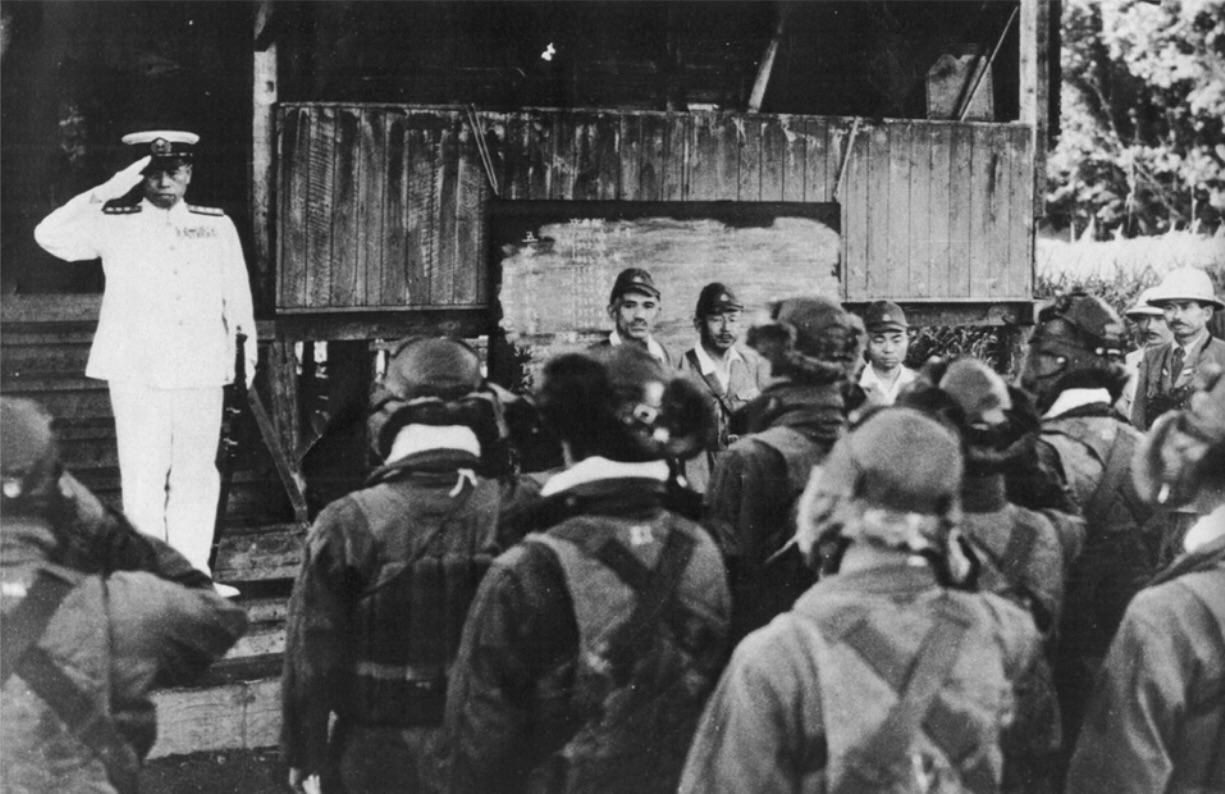
Đô đốc Yamamoto Isoroku đứng nghiêm chào các phi công Nhật ở Rabaul, vài ngày trước khi máy bay chở ông bị bắn hạ ở Bougainville.

Đô đốc Yamamoto Isoroku, Chỉ huy trưởng Hạm đội Liên hợp của Hải quân Đế quốc Nhật Bản, đã lên kế hoạch cho chuyến đi thanh tra kéo dài một ngày ở khu vực Quần đảo Shortland - căn cứ Nhật Bản có khoảng cách gần nhất với đảo Guadalcanal, hiện đang nằm trong sự kiểm soát của người Mỹ. Ông dự định sẽ đi thị sát các căn cứ hải quân tiền tuyến, và động viên hỏi thăm các đơn vị không quân đã tham gia vào Chiến dịch I-Go bắt đầu từ ngày 7 tháng 4 năm 1943. Yamamoto tin rằng chuyến đi này, cùng với các bài diễn văn khích lệ, có thể sẽ giúp nâng cao sĩ khí của binh sĩ Nhật Bản sau sự thất bại nặng nề của họ ở Guadalcanal và các đợt di tản sau đó vào tháng 1 và tháng 2 năm 1943. Phạm vi thanh tra của Yamamoto nằm trong tầm hoạt động của máy bay Mỹ, vì thế chương trình viếng thăm của ông được giữ bí mật tối đa. Các cố vấn của ông lần đầu tiên phải khuyên ông không nên mặc bộ lễ phục màu trắng thường lệ của ông để tránh bị máy bay trinh sát của Mỹ phát hiện. Yamamoto đồng ý và mặc một bộ lễ phục ka-ki màu xám thay thế.
Các chỉ huy tiền tuyến và sĩ quan cấp cao đã cố gắng khuyên Yamamoto hủy bỏ chuyến đi này, nhưng đều bị Yamamoto từ chối. Phó Đô đốc Ozawa Jisaburō, Chỉ huy trưởng Đệ Tam Hạm đội, đã bảo Đại tá Kuroshima Kameto, sĩ quan tham mưu cấp cao của Yamamoto ở Rabaul, rằng "nếu Yamamoto nhất quyết muốn đi, thì sáu máy bay hộ tống sẽ không bao giờ là đủ." Chuẩn Đô đốc Takaji Joshima, Tư lệnh Hàng không Hạm đội 11 tại Shortland, sau khi nhận được thông báo về chuyến thăm của Yamamoto vào ngày 13, đã đích thân bay về Rabaul vào ngày 17 để khuyên ngăn Yamamoto, nhưng không thành công.

## Tình báo Hoa Kỳ
Ngày 14 tháng 4 năm 1943, tình báo "Magic" của Hải quân Hoa Kỳ đã thu và giải mã được các đoạn tin liên lạc của Nhật Bản về một chuyến thị sát trong khu vực. Bản tin gốc, có mã hiệu là NTF131755, được gửi tới sở chỉ huy của Căn cứ số 1, Hàng không Hạm đội 11, và Hàng không chiến đội 26, đã được mã hóa bằng Mật mã Hải quân JN-25D, và được ba trạm thông tin "Magic" của Hải quân Hoa Kỳ thu được. Đoạn tin sau đó được giải mã, giúp người Mỹ nắm bắt được chi tiết về thời gian và địa điểm của chuyến thị sát của Đô đốc Yamamoto, cũng như số lượng và loại máy bay được sử dụng trong chuyến đi của ông. Theo nội dung đoạn tin, vào ngày 18 tháng 4, Đô đốc Yamamoto sẽ cất cánh từ Rabaul tới Phi trường Balalae thuộc Đảo Balalae của Quần đảo Shortland. Yamamoto và ban tham mưu của ông sẽ di chuyển bằng hai máy bay ném bom hạng trung Mitsubishi G4M "Betty" của Hàng không Đội 705 (705 Kōkūtai), được hộ tống bởi sáu máy bay tiêm kích Hải quân Mitsubishi A6M Zero của Hàng không đội 204 (204 Kōkūtai), khởi hành từ Rabaul lúc 06:00 và hạ cánh ở Balalae lúc 08:00 theo giờ Tokyo.
Trung tá Edwin T. Layton, trưởng phòng tình báo của Đô đốc Chester Nimitz, sau khi tập hợp đầy đủ các thông tin quan trọng về chuyến hành trình của Yamamoto, đã báo cáo lên Nitmitz vào buổi chiều cùng ngày. Nimitz - Chỉ huy trưởng Hạm đội Thái Bình Dương Hoa Kỳ, sau khi nghe Layton trình bày về tầm quan trọng và những ảnh hưởng có lợi cho Hoa Kỳ sau này, như việc người kế vị sẽ không có đủ khả năng và tầm nhìn như Yamamoto và cái chết của Yamamoto sẽ làm suy sụp tinh thần chiến đấu của người Nhật, đã chấp thuận triển khai nhiệm vụ tiêu diệt Yamamoto. Nimitz sau đó giao quyền thực hiện chiến dịch cho Đô đốc William F. Halsey Jr. - Chỉ huy trưởng Mặt trận Tây Nam Thái Bình Dương, và Halsey đã giao cho Chuẩn Đô đốc Marc A. Mitscher, Tư lệnh Không lực Solomons (AirSols). Để đảm bảo tính bí mật của việc người Mỹ đã phá thành công hệ thống mật mã của Nhật Bản, được cho là sẽ bị lộ ra bởi nhiệm vụ này, Bộ Tư lệnh Hải quân Hoa Kỳ quyết định sẽ giữ kín các thông tin về chiến dịch và các nguồn tin tình báo đối với những người không trực tiếp liên quan và báo chí.

## Sự chuẩn bị của Hoa Kỳ

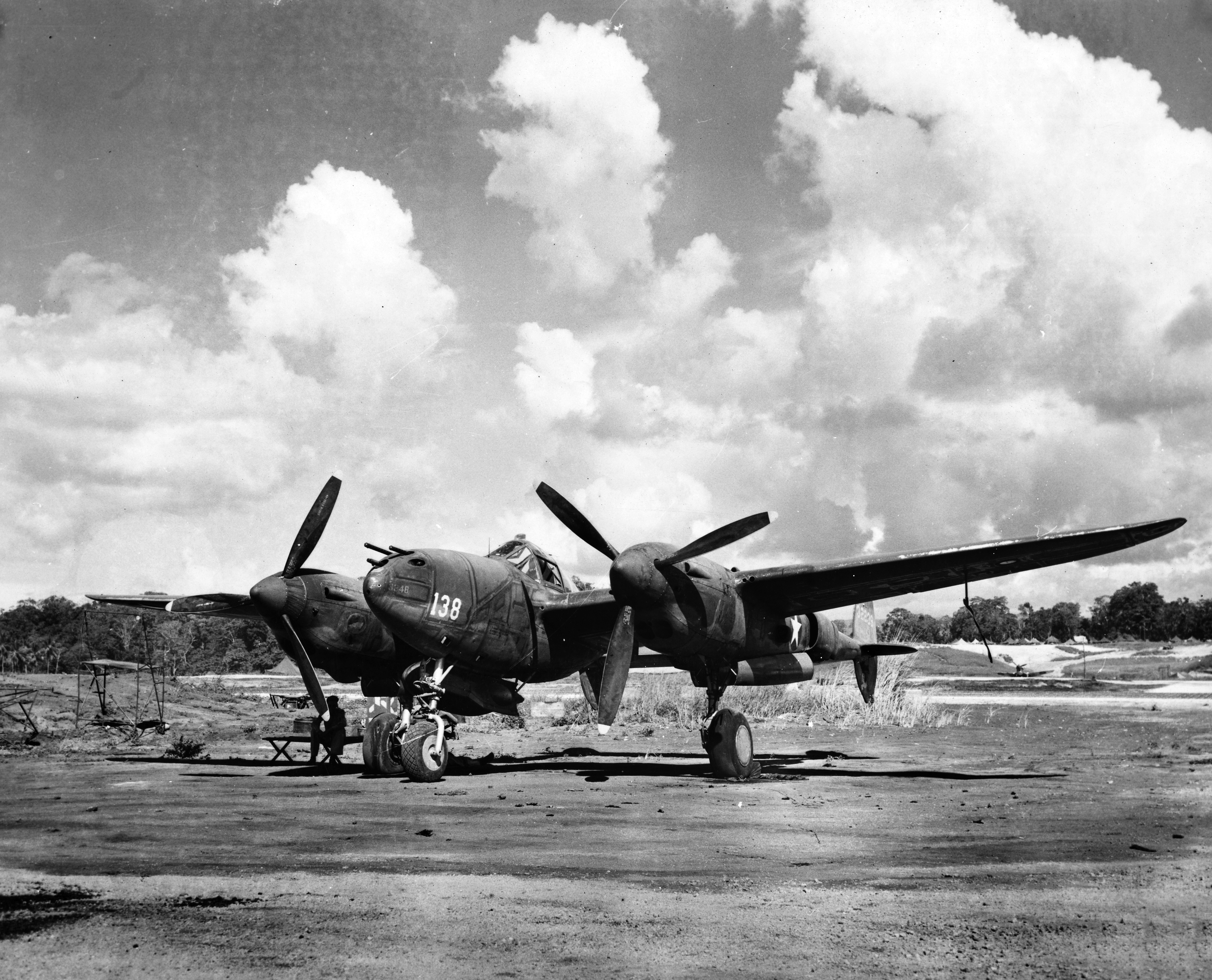
Tiêm kích Lockheed P-38G Lightning của Phi đoàn 68, Liên đoàn Tiêm kích 347 tại Guadalcanal, tương tự mẫu máy bay được Phi đoàn 339 sử dụng trong chiến dịch phục kích.

Quãng đường bay gần nhất tính từ căn cứ của Hoa Kỳ là Guadalcanal, tới Bougainville là 400 dặm (640 km), nhưng tuyến đường bay này nằm trên nhiều trạm radar và căn cứ quân đồn trú Nhật Bản ở Quần đảo Solomon, nên nguy cơ máy bay Mỹ bị phát hiện là rất cao. Để đảm bảo tính bí mật của nhiệm vụ, đội bay Mỹ sẽ bay một quãng dài khoảng 600 dặm (970 km) vòng về khu vực biển ở phía nam và tây của Quần đảo Solomon; điều này đồng nghĩa với việc máy bay Mỹ sẽ phải di chuyển 600 dặm đến mục tiêu và khoảng 400-600 dặm để quay về căn cứ tiền tiêu gần nhất của Hoa Kỳ, một quãng đường bay vượt quá khả năng hoạt động của các máy bay F4F Wildcat và F4U Corsair của Hải quân và Thủy quân Lục chiến Hoa Kỳ đang đóng quân ở Guadalcanal. Do đó, Chuẩn Đô đốc Marc A. Mitscher đã chọn Phi đoàn Tiêm kích 339, thuộc Liên Phi đoàn Tiêm kích 347 Không lực Lục quân Hoa Kỳ, lúc đó được trang bị máy bay tiêm kích P-38G Lightning. P-38 Lightning loại máy bay tiêm kích duy nhất của người Mỹ ở khu vực Thái Bình Dương có đủ khả năng đánh chặn, giao chiến tầm xa, và có đủ nhiên liệu để quay trở lại căn cứ với các thùng dầu phụ.

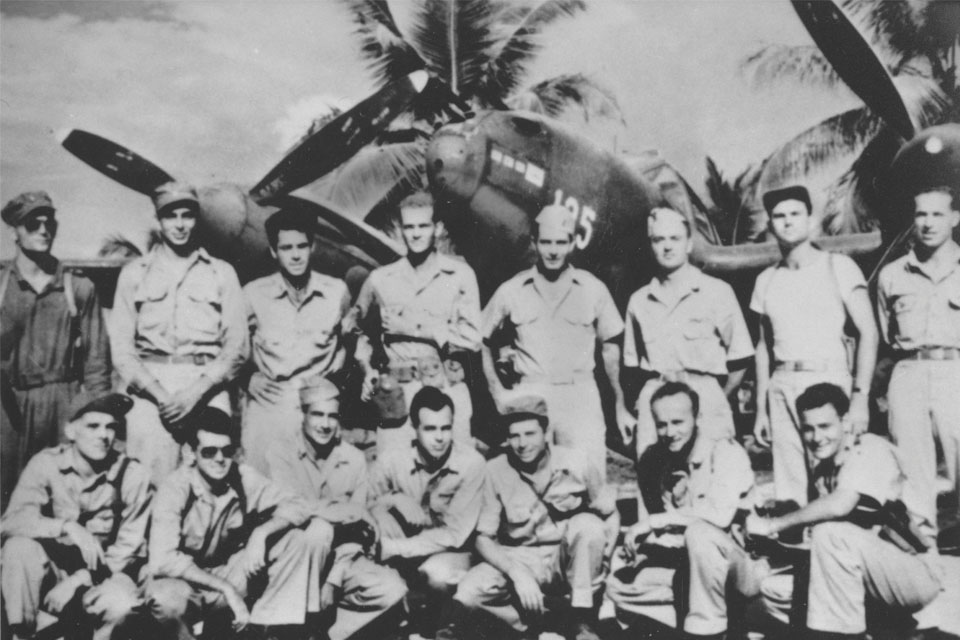
Các thành viên của Liên đoàn Tiêm kích 347 được chọn để tham gia vào chiến dịch. Hàng sau (từ trái qua phải): Ames, Graebner, Lanphier, Goerke, Jacobson, Stratton, Long, Anglin. Hàng đầu (từ trái qua phải): Smith, Canning, Holmes, Barber, Mitchell, Kittel, Whitakker.

Thiếu tá John W. Mitchell - Chỉ huy trưởng Phi đoàn 339, được chọn là chỉ huy trưởng đội bay. Để định vị tốt hơn, Mitchell đã yêu cầu lắp đặt bổ sung mỗi máy bay P-38 Lightning một la bàn hải quân, và đội bay của ông được lắp đặt la bàn này đúng một ngày trước khi chiến dịch được bắt đầu. Mỗi máy bay P-38G Lightning được lắp đặt một khẩu pháo tự động 20 mm và bốn súng máy 12.7 mm, và được lắp bổ sung các thùng dầu phụ 165 galông Mỹ (620 L) ở hai bên cánh. Bên Lục quân sau đó đã yêu cầu cung cấp thêm các thùng dầu 330 galông Mỹ (1.200 L), và một số lượng thùng 1.200 lít đã được chuyển đến từ New Guinea, đủ để thay thế thùng 620 lít ở một bên cánh của mỗi chiếc Lightning. Sự khác biệt về trọng lượng này đã khiến một bên cánh máy bay nặng thêm khoảng 450 kg, nhưng nhân viên kỹ thuật đã thiết kế lại giá treo thùng 1.200 lít vào gần trọng tâm của máy bay hơn để đảm bảo hiệu suất bay của máy bay.
18 chiếc P-38G Lightning đã được huy động để thực hiện chiến dịch phục kích/đánh chặn có mật danh là Vengeance. Bốn máy bay được chỉ định vào "đội tiêu diệt", và những chiếc còn lại, bao gồm hai chiếc dự phòng, sẽ hoạt động ở độ cao 5.500 m với vai trò "lá chắn trần" để đánh chặn các đội bay Nhật Bản đóng quân tại Phi trường Kahili. Một kế hoạch bay đã được chuẩn bị sẵn bởi hai sĩ quan Thủy quân Lục chiến là Trung tá Sam Moore và Đại úy John Condon, nhưng bị Mitchell phản đối kịch liệt. Mitchell cho rằng tốc độ bay và cách ước tính thời gian như của Moore và Condon không phải là tốt nhất để có thể đánh chặn Yamamoto. Với sự giúp đỡ của các phi công đội bay, Mitchell đã tính toán thời gian đánh chặn dự kiến là 09:35, dựa theo lộ trình bay của các bên, phù hợp để đón lõng máy bay Nhật Bản đang chuẩn bị hạ cánh xuống Bougainville. Dựa theo mốc thời gian dự kiến đó, Mitchell đã vẽ ra bốn hướng bay chính cho đội của ông, và một hướng bay cong thứ năm trong trường hợp họ không bắt gặp máy bay Nhật ở điểm phục kích.
Mặc dù Phi đoàn 339 được chọn làm đơn vị chính thức thực hiện chiến dịch, 10 trong số 18 phi công lại được chọn từ hai phi đoàn khác (Phi đoàn 14 và 68) của Liên đoàn 347. Thiếu tá Michell đã chọn ra bốn phi công vào "đội tiêu diệt" là:
- Đại úy Thomas G. Lanphier Jr.

- Trung úy Rex T. Barber

- Trung úy Jim McLanahan (hủy bỏ nhiệm vụ do nổ lốp máy bay)

- Trung úy Joe Moore (hủy bỏ nhiệm vụ do ống dẫn nhiên liệu gặp trục trặc)

Mitchell và phi công còn lại sẽ làm nhiệm vụ yểm trợ trên không đề phòng các cuộc phản công, ứng cứu của các máy bay chiến đấu Nhật Bản, và sẽ cung cấp máy bay bổ sung trong trường hợp cần thiết:
- Thiếu tá John Mitchell

- Đại úy Louis Kittel

- Trung úy Gordon Whittiker

- Trung úy Roger Ames

- Trung úy William Smith

- Trung úy Lawrence Graebner

- Trung úy Doug Canning

- Trung úy Delton Goerke

- Trung úy Julius Jacobson

- Trung úy Eldon Stratton

- Trung úy Albert Long

- Trung úy Everett Anglin

- Trung úy Besby F. Holmes (thay thế McLanahan)

- Trung úy Raymond K. Hine (thay thế Moore)

## Diễn biến
Chiến dịch Vengeance được mở màn với 18 chiếc P-38G Lightning bắt đầu cất cánh từ Phi trường Kukum, Guadalcanal lúc 07:25 ngày 18 tháng 4. Hai chiếc của "đội tiêu diệt" bất ngờ gặp vấn đề nên phải hủy nhiệm vụ ngay từ đầu: chiếc Lightning của Trung úy McLanahan bị nổ lốp máy bay khi đang cất cánh, và chiếc của Trung úy Moore gặp vấn đề về thùng dầu phụ.
Bất chấp lời khuyên ngăn của các chỉ huy quân đồn trú Nhật Bản về mối đe dọa bị phụ kích, chiếc máy bay chở Đô đốc Yamamoto, vẫn cất cánh từ Rabaul lúc 06:00 dự kiến và bắt đầu chuyến đi dài 315 dặm (507 km) về Phi trường Ballale. Hai chiếc Mitsubishi G4M "Betty", một chiếc chở Yamamoto (số hiệu đuôi 323) và một chiếc chở Phó Đô đốc Ugaki Matome - Tham mưu trưởng Hạm đội Liên Hợp, (số hiệu đuôi 326) bay ở độ cao 6.500 foot (2.000 m). Hai chiếc G4M được hộ tống bởi sáu máy bay tiêm kích Mitsubishi A6M Zero bay cao hơn đội hình chính 1.500 foot (460 m) ở hướng bốn giờ và theo đội hình chữ V.
Đội bay của Thiếu tá Mitchell chia thành đội hình bốn cặp bốn, bay theo lộ trình vạch sẵn với sự trợ giúp của la bàn ở độ cao sát mặt biển. Theo sau là "đội tiêu diệt" với Đại úy Lanphier và Trung úy Barber dẫn đầu đoàn, và hai máy bay thay thế của Trung úy Holmes và Trung úy Hine bay theo sau. Đây được coi là nhiệm vụ đánh chặn dài nhất mà máy bay tiêm kích Hoa Kỳ từng thực hiện trong Chiến tranh Thế giới thứ hai.
Toàn bộ đội bay của Mitchell có mặt tại điểm đánh chặn sớm hơn một phút, vào lúc 09:34, đúng thời điểm chiếc máy bay của Yamamoto bắt đầu xuất hiện qua một làn sương mù nhẹ. Khi phát hiện ra mục tiêu, những chiếc Lightning bắt đầu tháo bỏ toàn bộ thùng nhiên liệu, đồng loạt rẽ sang phải theo một hướng song song với đội Betty của Nhật và bắt đầu nhiệm vụ đánh chặn.
Chiếc Lightning của Trung úy Holmes không cắt được thùng dầu phụ nên ông buộc phải rút ra biển, với Hine bám theo để hộ tống. Mitchell ra lệnh tới hai phi công còn lại là Lanphier và Barber tiếp tục thực hiện cuộc tấn công, dù "đội tiêu diệt" giờ chỉ còn hai máy bay. Những chiếc Zero hộ tống gần nhất đã cắt thùng dầu phụ và nhanh chóng bổ nhào về cặp Lightning của Lanphier và Barber. Lanphier lập tức quay đầu và vòng ra đuôi đội máy bay tiêm kích Nhật và Barber bắt đầu bám theo đội Betty đang hạ độ cao trốn thoát.
Barber bổ dốc để vòng vào phía sau chiếc Betty và mất dấu chúng trong giây lát, nhưng khi phát hiện lại ra mục tiêu, ông ngay lập tức bắn vào động cơ bên phải, thân sau và phần đế của máy bay. Khi Barber bắn cháy động cơ bên trái, chiếc máy bay ném bom bắt đầu bốc khói đen dày đặc và nhanh chóng nghiêng về phía bên trái, suýt va vào chiếc Lightning của Barber. Barber báo cáo rằng ông thấy một cột khói đen lớn và cho rằng chiếc Betty đó đã đâm xuống rừng. Barber sau đó bay về phía bờ biển và tìm chiếc Betty thứ hai.
Barber phát hiện ra chiếc Betty của Phó Đô đốc Ugaki Matome đang bay thấp sát mực nước biển ở ngoài khơi Mũi Moila để thoát khỏi sự truy đuổi của Holmes, lúc đó đã cắt được thùng dầu phụ. Holmes bắn cháy động cơ bên phải của chiếc Betty, và Barber vượt lên để bắn kết liễu chiếc Betty. Chiếc Betty bị bắn hỏng nặng đến mức các mảnh kim loại bắt đầu đứt ra vào găm vào chiếc Lightning của Barber, trước khi lao xuống biển. Phó Đô đốc Ugaki và hai người khác, Trung sĩ Hayashi Hiroshi (phi công chiếc Betty) và Đại tá Kitamura Motoharu (Kế toán trưởng Hạm đội Liên hợp), may mắn sống sót và sau được cứu sống.
Barber, Holmes và Hine nhanh chóng bị những chiếc Zero tấn công. Holmes tuyên bố ông và Barber, mỗi người họ đã bắn hạ một chiếc Zero trong đợt không chiến này, nhưng tài liệu của Nhật Bản ghi nhận họ không mất chiếc Zero nào trong trận đánh. Các đội bay làm nhiệm vụ hỗ trợ trên cao chỉ giao tranh với máy bay Nhật trong thời gian ngắn và không chiếc nào được ghi nhận bắn hạ. Khi nhiên liệu đã gần cạn, Mitchell cho toàn bộ đội bay của ông quay trở về căn cứ, Holmes buộc phải hạ cánh khẩn cấp xuống khu vực Quần đảo Russell do máy bay của ông còn quá ít nhiên liệu. Hine là phi công duy nhất không quay trở về căn cứ, có thể đã bị bắn rơi ngay sau khi chiếc Betty chở Phó Đô đốc Ugaki bị bắn hạ. Khi quay trở về Guadalcanal, Đại úy Lanphier đã tuyên bố ông là người bắn hạ chiếc máy bay chở Đô đốc Yamamoto.

## Diễn biến tiếp theo

### Phản ứng của Nhật Bản

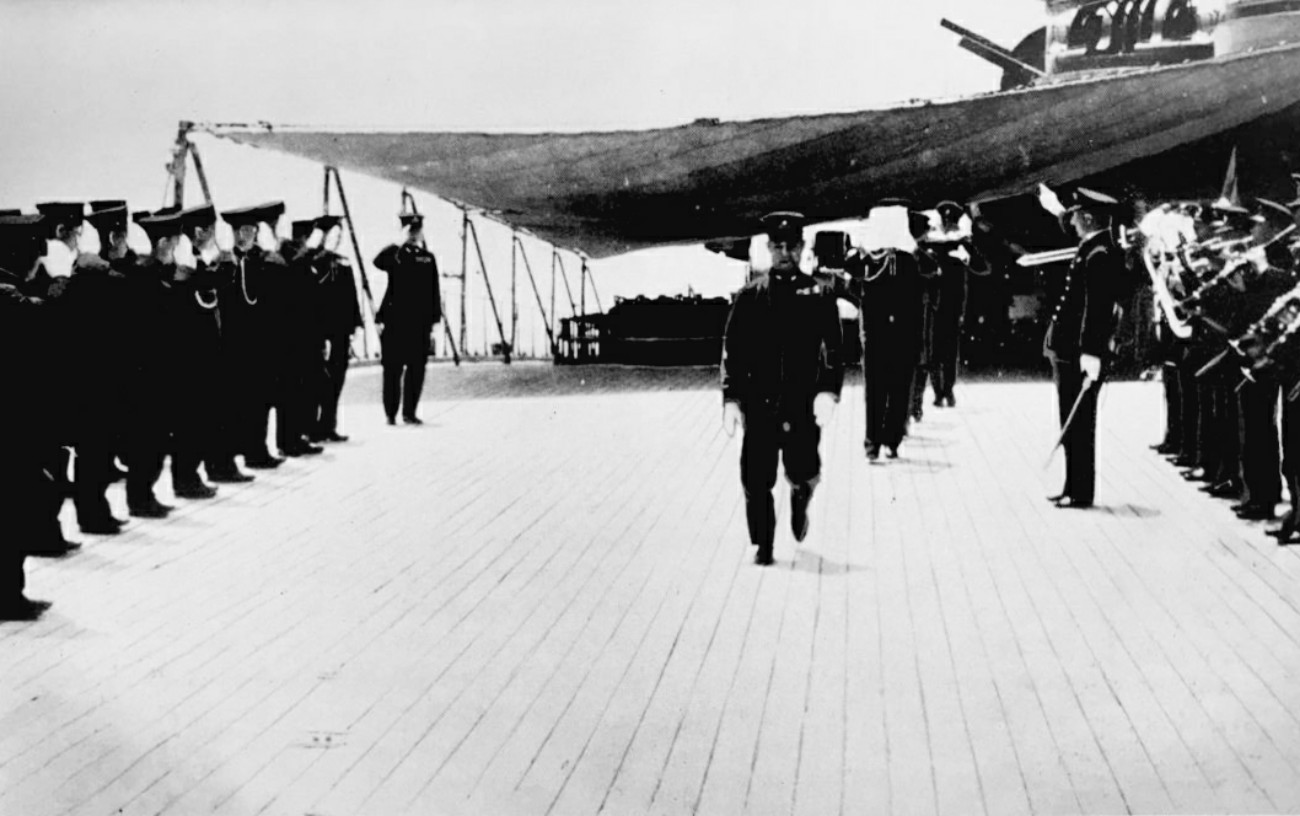
Hộp đựng tro cốt của Đô đốc Yamamoto đang được đưa về Nhật Bản từ thiết giáp hạm Musashi.

Xác chiếc máy bay và thi thể của Yamamoto được tìm thấy vào ngày 19 tháng 4, một ngày sau cuộc tấn công, bởi đội tìm kiếm của Đại tá Watanbe Yasuji và Trung úy Hamasuna Tsuyoshi. Xác máy bay nằm ở trong một khu rừng ở phía bắc Bougainville, thi thể của Yamamoto đã bị văng ra khỏi chiếc máy bay, tay ông vẫn nắm chặt chuôi thanh katana, người buộc chặt trong ghế hành khách và thẳng đứng dưới một gốc cây. Theo Hamasuna, toàn bộ thi thể trên chiếc máy bay đã bị cháy đen, chỉ có duy nhất thi thể của Chuẩn Đô đốc Rokuro Takata - Bác sĩ Phẫu thuật của Hạm đội Liên Hợp, là còn nhận diện được, nhưng ông có thể nhìn ra ngay thi thể của Yamamoto. Khám nghiệm tử thi cho thấy Yamamoto đã trúng hai viên đạn 12,7 mm, một viên trúng vào vai trái và một viên trúng vào hàm dưới bên trái, xuyên lên bên trên mắt phải của ông. Theo nhà văn Agawa Hiroyuki, những báo cáo chi tiết hơn về giám định pháp y của Yamamoto đã được giấu kín với công chúng Nhật Bản và bị sửa chữa lại "theo mệnh lệnh từ cấp trên."

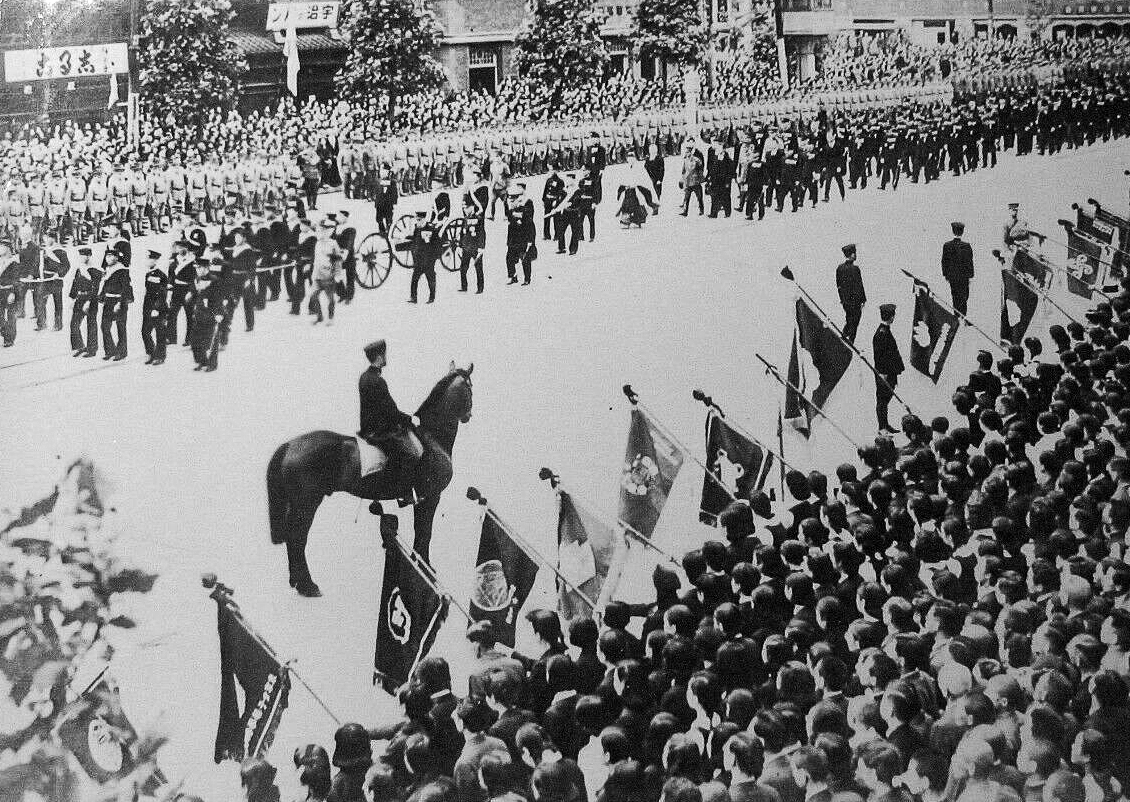
Đại tang lễ cấp quốc gia của Nguyên soái Đại tướng Hải quân (元帥海軍大将) Yamamoto ở Tokyo, 5 tháng 6 năm 1943.

Toàn bộ thi thể sau đó được đoàn tìm kiếm chở về Buin, và được làm lễ hỏa thiêu trên đỉnh của một ngọn núi gần đó. Tro cốt của Yamamoto được đặt vào một hộp gỗ thông, và được đưa về Truk để làm nghi lễ long trọng trước khi được đưa về Kisarazu trên thiết giáp hạm Musashi - soái hạm của Yamamoto. Ngày 21 tháng 5 năm 1943, chính phủ Nhật Bản mới chính thức công bố về cái chết của Yamamoto và gây sốc tới toàn bộ công chúng Nhật Bản. Đài phát thanh Tokyo đã thông báo rằng: "Ðô đốc Yamamoto trong khi chỉ huy chiến thuật tại tiền tuyến vào tháng Tư năm nay, đã giao chiến với địch quân và oanh liệt đền nợ cho tổ quốc bằng một cái chết anh dũng." Yamamoto được truy phong hàm Nguyên soái Đại tướng Hải quân và được truy tặng Đại thụ Cúc Huân chương vào ngày 22 tháng 5 năm 1943.
Tro cốt của Yamamoto được tách ra làm hai phần để được tổ chức hai đại tang lễ cấp quốc gia. Tang lễ đầu tiên được tổ chức ở Công viên Hibiya ở trung tâm Tokyo, với sự góp mặt của nhiều nhân vật quan trọng trong chính phủ và ngoài chính phủ Nhật Bản. Phần tro này được chôn cất bên cạnh ngôi mộ của Đô đốc Tōgō Heihachirō ở Nghĩa trang Tamabuchi. Tang lễ thứ hai cho Yamamoto được cử hành một cách trang trọng tại Nagaoka, quê hương của Yamamoto. Tang lễ này cử hành sau lễ quốc tang tại Tokyo một ngày. Bộ quân phục và thanh kiếm của Yamamoto được đặt trên một cây cột cùng với cái bình đựng một phần cốt tro của ông. Ông được chôn bên cạnh mộ phần của thân phụ trong khuôn viên một ngôi đền Phật giáo, bên ngoài một thị trấn nhỏ mà trước kia thân phụ ông là một giáo viên. Ngôi mộ của Yamamoto là một bia mộ rất đơn giản và ngắn hơn bia mộ của thân phụ ông hai phân, theo lời căn dặn lúc sinh thời của ông.

### Phản ứng của Hoa Kỳ

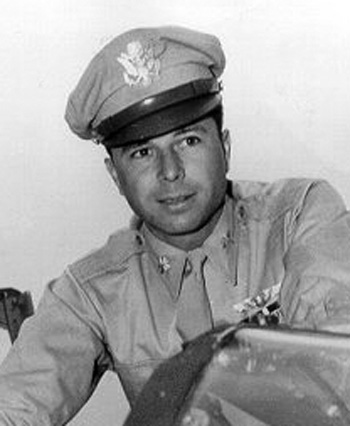
Thiếu tá John W. Mitchell - Chỉ huy trưởng Phi đoàn 339, Liên đoàn Tiêm kích 347, Không lực Lục quân Hoa Kỳ

Toàn bộ phi công Hoa Kỳ tham gia vào Chiến dịch Vengeance còn sống sót đều được thuyên chuyển về đất liền và không được phép tham gia chiến đấu trong suốt quãng thời gian còn lại của cuộc chiến. Họ đều được trao thưởng Huân chương Thập tự Hải quân và Huân chương Thập tự Phục vụ Xuất sắc (Hine được truy tặng). Mitchell, Barber, Lanphier, Holmes và Hine được Thiếu tướng Millard Harmon - Tham mưu trưởng Không lực Lục quân tại Mặt trận Nam Thái Bình Dương, đề cử trao thưởng Huân chương Danh dự vì những đóng góp vào thành công của chiến dịch.
Phía Hoa Kỳ đã cố gắng biến việc máy bay của họ bắn hạ máy bay Yamamoto có chủ đích thành một việc ngẫu nhiên. Trong những tuần tiếp theo, nhiều đơn vị P-38 Lightning đã được điều động tuần tra gần Phi trường Balalae để tạo vỏ bọc rằng các chuyến tuần tra tầm xa tại khu vực Quần đảo Solomons của họ là nhiệm vụ thường xuyên. Tuy nhiên, Norman Lodge, một phóng viên chiến trường của tờ Associated Press công tác ở Nam Thái Bình Dương, đã biết khá rõ ràng về những gì đã xảy ra sau buổi nói chuyện với Lanphier và Barber ở New Zealand. Lodge sau đó đã gửi một bài viết chi tiết về chiến dịch tối mật của người Mỹ về nước vào ngày 11 tháng 5, trong đó có đề cập đến việc tình báo Hoa Kỳ đã theo dõi Yamamoto trong vòng năm ngày trước vụ bắn hạ. Vụ việc khiến Hải quân Hoa Kỳ tức giận vì đã làm ảnh hưởng nghiêm trọng tới vấn đề an ninh tình báo. Bài viết đã bị các nhà kiểm duyệt quân sự ngăn chặn không cho lên báo, Lanphier và Barber sau đó bị Đô đốc Halsey khiển trách dữ dội, và toàn bộ đề cử Huân chương Danh dự cho các cá nhân liên quan đều bị hạ xuống Huân chương Thập tự Hải quân.
Việc tiết lộ thông tin về chiến dịch sẽ tạo ra hai vấn đề lớn. Đầu tiên, người Mỹ lo sợ rằng nếu họ công bố chi tiết về việc ám sát thành công Yamamoto thì người Nhật sẽ kết luận được người Mỹ đã phá được mật mã của Hải quân Nhật, và việc thay đổi mật mã khác sẽ tạo ra rất nhiều bất lợi cho người Mỹ. Thứ hai, Đại úy Thomas Lanphier, người được ghi công bắn hạ máy bay chở Yamamoto lúc đó, có một người em trai tên là Charles Lanphier, là một phi công Thủy quân Lục chiến bị bắt làm tù binh sau khi máy bay của anh bị bắn rơi gần Bougainville. Người Mỹ sợ rằng người Nhật sẽ trả thù Lanphier bằng cách hành hạ hoặc giết hại em trai của Lanphier. Tuy vậy, người Nhật vẫn không hề biết gì về việc lộ mật mã và việc anh trai của Charles Lanphier đã làm đến khi chiến tranh kết thúc. Charles Lanphier mất vì bệnh trong thời gian bị giam giữ ở Rabaul, New Britain vào tháng 5 năm 1944, hai tuần trước khi khu trại được lực lượng Thủy quân Lục chiến Hoa Kỳ giải phóng.
Các nhà lãnh đạo Hoa Kỳ không công khai bất cứ thông tin gì về chiến dịch tới báo chí, và công chúng Hoa Kỳ chỉ được biết về cái chết của Đô đốc Yamamoto thông qua thông cáo của Nhật Bản vào ngày 21 tháng 5. Sau thông cáo của đài phát thanh Tokyo, công chúng Hoa Kỳ đã phỏng đoán rất nhiều về con người Yamamoto và cái chết của ông. Tờ New York Times căn cứ vào tin của đài Tokyo và kết luận rằng Yamamoto không chết ngay trong cuộc phục kích, mà về sau mới chết vì các vết thương. Cái chết của Yamamoto càng trở nên bí ẩn vì người ta biết rằng trong suốt tháng tư không có một trận đánh lớn nào tại Nam Thái Bình Dương. Nhiều tờ báo của Hoa Kỳ đã đồn đoán rằng Yamamoto chết vì máy bay gặp tai nạn, hoặc đã thực hiện nghi thức mổ bụng tự sát vì cuộc chiến dần có nhiều bất lợi cho người Nhật.
Công chúng Mỹ vẫn không biết rõ toàn bộ những diễn biến chính của chiến dịch, trong đó có hoạt động giải mã tình báo, cho đến ngày 10 tháng 9 năm 1945, sau khi chiến tranh kết thúc và các tờ báo bắt đầu đăng tải câu chuyện của Norman Lodge. Tình báo Hải quân Hoa Kỳ lên tiếng phản đối dữ dội vì họ muốn giữ bí mật này lâu hơn để có thể tiếp tục thẩm vấn kĩ càng các sĩ quan tình báo Nhật Bản, lo sợ việc mật mã của Nhật bị phá trong chiến tranh sẽ khiến các sĩ quan Nhật xấu hổ mà tự sát.

## Tranh cãi
Tranh cãi về danh tính người bắn hạ chiếc máy bay chở Yamamoto bắt đầu nổ ra ngay sau khi chiến dịch kết thúc. Không lực Lục quân Hoa Kỳ ban đầu ghi danh Đại úy Thomas Lanphier là người bắn hạ Yamamoto, dựa theo lời khai của ông ngay sau khi đơn vị quay trở về căn cứ. Lanphier ghi trong báo cáo của ông rằng, ngay sau khi giao chiến với những chiếc Zero hộ tống và bắn rơi cánh của một chiếc, Lanphier đã vòng ra phía đuôi của hai chiếc Betty và bám đuôi chiếc đầu đoàn ngay sau khi chiếc này cố gắng vòng xuống dưới. Lanphier nổ súng và bắn rụng cánh phải của chiếc Betty, khiến chiếc máy bay lao xuống khu rừng bên dưới và phát nổ. Lanphier cũng báo cáo rằng ông đã nhìn thấy Trung úy Rex Barber bắn hạ một máy bay ném bom khác và chiếc này cũng đâm xuống rừng.
Dựa theo báo cáo của các phi công tham gia chiến dịch, tình báo Hoa Kỳ đã kết luận rằng có tổng cộng ba máy bay ném bom bị bắn hạ, do Trung úy Besby F. Holmes cũng báo cáo bắn hạ một chiếc Betty ở ngoài biển. Không ai trong số các phi công còn lại được phỏng vấn sau khi nhiệm vụ kết thúc vì không có thủ tục thẩm vấn chính thức nào tồn tại trên Guadalcanal vào thời điểm đó. Do đó, lời khai của Lanphier vẫn chưa được các nhân chứng xác minh chính thức, và báo cáo chính thức của Lục quân đã khiến không ít phi công tỏ ra hoài nghi về độ chính xác của nhiệm vụ ngày hôm đó.
Sau chiến tranh, các phi công Nhật Bản còn sống đã được phỏng vấn về chuyến bay hộ tống Yamamoto. Chuẩn úy Yanagiya Kenji kể với John Mitchell rằng ông có thể phải chịu trách nhiệm về việc Trung úy Raymond Hine mất tích, vì bản thân Yanagiya đã bắn hỏng nặng một chiếc P-38G Lightning được hộ tống bởi một chiếc khác còn gắn thùng dầu phụ, nhưng các phi công Nhật đều báo cáo không bắn hạ bất kỳ máy bay đối phương nào ngày hôm đó. Dù vậy, nguyên nhân khiến Hine cùng chiếc máy bay của anh mất tích vẫn chưa được xác định chính thức. Trong bài phỏng vấn vào năm 1975, Yanagiya  khẳng định rằng không có chiếc Zero hộ tống nào của họ bị bắn rơi, chỉ có một chiếc bị hư hại nhưng nhanh chóng được sửa chữa trong nửa ngày tại Buin. Những chi tiết này đã mâu thuẫn với lời khai của Lanphier về việc bắn hạ một chiếc Zero. Tương tự, hồ sơ của Nhật Bản đã xác nhận rằng chỉ có hai máy bay ném bom Mitsubishi G4M của họ bị bắn hạ trong ngày hôm ấy. Cuối cùng, công bắn hạ chiếc Betty trong rừng được chia đôi cho Lanphier và Barber, và chiếc bị bắn hạ ngoài biển được chia đôi cho Barber và Holmes. Một số đợt kiểm tra thực địa xác chiếc máy bay của Yamamoto đã xác định rằng đường đi của viên đạn khớp với lời khai của Barber do hư hại gây ra bởi đạn và mảnh đạn được xác định là đi vào từ phía sau máy bay ném bom chứ không phải từ bên phải như lời khai của Lanphier.
Sau chiến tranh, Barber đã kiến nghị tới Hội đồng Chỉnh sửa Hồ sơ Quân sự của Không quân Hoa Kỳ về việc chuyển công bắn hạ chung của ông và Lanphier thành của riêng ông một cách hoàn toàn. Tháng 9 năm 1991, Văn phòng Lịch sử Không quân đã khuyên Hội đồng rằng "không có đủ cơ sở chắc chắn" trong tuyên bố của cả Lanphier và Barber. Bộ trưởng Không quân Donald Rice giữ nguyên quyết định ban đầu. Barber đã nộp đơn lên Tòa phúc thẩm Khu vực 9 Hoa Kỳ để yêu cầu hủy bỏ phán quyết của Bộ trưởng Rice, nhưng tòa án đã từ chối can thiệp.
Tháng 5 năm 2006, Tạp chí Không quân đã đăng tải lá thư của Doug Canning, một cựu phi công của Liên đoàn 347 từng tham gia vào Chiến dịch Vengeance (người hộ tống Trung úy Holmes về Quần đảo Russell). Canning nói rằng Lanphier "đã viết một cuốn sách không xuất bản chính thức, trong đó có đề cập đến việc ông là người bắn hạ chiếc máy bay chở Yamamoto. Barber ban đầu sẵn sàng chấp nhận chia sẻ công lao với Lanphier, nhưng sau khi Barber và Mitchell được Lanphier cho đọc trước cuốn sách, họ đã lên tiếng phản đối dữ dội." Theo Canning, với lời kể chứng thực của phi công Nhật Bản Yanagiya Kenji, Barber có đủ bằng chứng để kết luận rằng ông là người bắn hạ Yamamoto. Trong một buổi họp báo vào năm 1998, Yanagiya đã kể rằng chiếc Betty của Yamamoto đã đâm mạnh xuống đất chỉ 20-30 giây sau khi bị một chiếc P-38G Lightning bắn từ phía sau, và chiếc Betty của Ugaki đâm xuống sau khoảng 20 giây. Canning cũng tuyên bố dứt khoát rằng không có chiếc Lightning nào ngày hôm đó được lắp hệ thống tăng thế cho cánh liệng (như các phiên bản sau), nên máy bay của Lanphier không thể quay 180 độ đủ nhanh để có thể đánh chặn máy bay của Yamamoto trong vòng chưa đến 30 giây.
Bất chấp lời chỉ trích từ Barber và các phi công khác, Lanphier vẫn tiếp tục khẳng định công lao bắn hạ Yamamoto của mình tới khi qua đời vào năm 1987. Barber tiếp tục phản đối tuyên bố của Lanphier, chủ yếu qua các bài báo và ấn phẩm quân đội, tới khi qua đời vào năm 2001.
Một phi công khác góp mặt trong chiến dịch, Trung úy Julius Jacobson, đã phát biểu vào năm 1997, "15 người chúng tôi đã sống sót, và việc ai đã thực hiện những phát bắn hiệu quả kia, ai quan tâm chứ?" Bộ trưởng Không quân Donald Rice đã bình luận về vấn đề này vào năm 1993 rằng, "Các nhà sử học, phi công tiêm kích và tất cả chúng tôi, những người đã nghiên cứu về nhiệm vụ phi thường này, sẽ mãi mãi phải suy đoán về những gì đã thực sự xảy ra vào ngày hôm đó. Vinh quang là thuộc về toàn bộ đội bay."

## Di sản và tưởng nhớ

### Xác chiếc máy bay
Xác chiếc máy bay Mitsubishi G4M "Betty" của Yamamoto, có số hiệu đuôi 323, nằm sâu trong khu rừng ở phía nam Bougainville, cách thị trấn Buin không xa về phía tây bắc. Dù nhiều hiện vật từ xác chiếc máy bay đã bị lấy mất, nhưng phần chính của thân máy bay vẫn còn khá nguyên vẹn ở chỗ nó bị bắn rơi. Cộng đồng người dân địa phương đã góp phần bảo vệ chặt chẽ địa điểm này để ngăn không cho du khách lấy đi các mảnh hiện vật của xác máy bay. Trong khoảng thời gian từ năm 2010 đến năm 2015, địa điểm này đã bị đóng cửa đối với du khách do nằm trong vùng tranh chấp đất đai giữa hai gia tộc. Vào tháng 5 năm 2015, địa điểm chính thức mở cửa trở lại cho du khách với chuyến thăm của Đại sứ Nhật Bản tại Papua New Guinea Iwasaki Hiroharu.
Một phần cánh máy bay và chiếc ghế mà Đô đốc Yamamoto đã ngồi trong chuyến bay cuối cùng đã được thu hồi và hiện đang được trưng bày tại Bảo tàng Gia đình Isoroku Yamamoto ở Nagaoka, Nhật Bản. Một cánh cửa của máy bay hiện được trưng bày ở Bảo tàng Nghệ thuật Quốc gia Papua New Guinea.

### Đô đốc Yamamoto
Tháng 12 năm 1943, một bức tượng to bằng người thật của Yamamoto đã dựng lên tại Trường Không lực Kasumigaura, nơi Yamamoto đã từng làm hiệu trưởng, để tưởng nhớ ông. Sau khi Nhật Bản đầu hàng vào năm 1945, Đại tướng Doughlas MacArthur đã ra lệnh phá hủy tất cả các tượng tướng lĩnh, người anh hùng Nhật ở khắp Nhật Bản. Các sĩ quan hải quân liền cưa tượng của Yamamoto làm hai khúc và thả xuống một cái hồ gần đó, và cẩn thận đánh dấu chỗ giấu tượng. Năm 1955, tượng của ông được một công ty xử lý chất thải phát hiện, và đã được một số bạn thân của Yamamoto mua lại để đem đặt vào trong một đền thờ Phật giáo ở Nagaoka. Bên cạnh tượng của ông là mẫu hình ngôi nhà nhỏ bằng gỗ, nơi ông chào đời. Căn nhà nguyên thủy của gia đình ông đã bị máy bay ném bom B-29 của Hoa Kỳ ném bom thiêu hủy vào năm 1945.

### Mối liên hệ với vụ ám sát Qasem Soleimani
Sau khi Hoa Kỳ tiến hành vụ ám sát Trung tướng Qasem Soleimani - chỉ huy trưởng Lực lượng Quds thuộc Vệ binh Cách mạng Hồi giáo Iran, bằng máy bay không người lái ở gần Baghdad, Iraq vào ngày 3 tháng 1 năm 2023, vụ bắn hạ Yamamoto đã được các quan chức Hoa Kỳ đề cập tới và coi đó là một tiền lệ. Báo chí và các chuyên gia phân tích cho rằng vụ ám sát tướng Soleimani và Yamamoto có sự liên quan chặt chẽ với nhau. Tờ New York Times cho rằng vụ ám sát Đô đốc Yamamoto "là lần cuối cùng Hoa Kỳ giết một nhà lãnh đạo quân sự lớn ở nước ngoài" trước khi tiến hành vụ ám sát tướng Soleimani.